# Arecinae
Arecinae es una subtribu de plantas con flores perteneciente a la familia de las palmeras (Arecaceae).
Comprende tres géneros que se encuentran en las selvas del Sudeste de Asia y con algunos todavía en el Océano Pacífico occidental. Carecen de  brácteas en la inflorescencia del tallo. Son palmas pequeñas y medianas de tamaño. Las vainas de las hojas son casi siempre el eje de la corona. La inflorescencia está ramificada con una a tres ramas. 

## Géneros
- Areca
- Nenga
- Pinanga